# Бетен (Вијена)
Бетен (фр. Béthines) насеље је и општина у западној Француској у региону Поату-Шарант, у департману Вијена која припада префектури Монморијон.
По подацима из 2011. године у општини је живело 480 становника, а густина насељености је износила 12,97 становника/km². Општина се простире на површини од 37,02 km². Налази се на средњој надморској висини од 120 метара (максималној 146 m, а минималној 83 m).

## Демографија
| 1962. | 1968. | 1975. | 1982. | 1990. | 1999. | 2011. |
| ----- | ----- | ----- | ----- | ----- | ----- | ----- |
| 616   | 758   | 647   | 616   | 541   | 512   | 480   |

График промене броја становника у току последњих година